# Werner Rühm
Werner Rühm (* 1961) ist ein deutscher Strahlenschützer und Professor an der Medizinischen Fakultät der Ludwig-Maximilians-Universität München.

## Werdegang
Werner Rühm studierte Physik an der Technischen Universität München und promovierte in angewandter Kernphysik. Anschließend begann er eine Tätigkeit am Bundesamt für Strahlenschutz in Neuherberg bei München, wo er sich mit Inkorporationsmessungen radioaktiver Stoffe und Radioökologie beschäftigte. Später wechselte er an das Strahlenbiologische Institut der Ludwig-Maximilians-Universität München und arbeitete dort zur Bestimmung der Neutronendosis der Atombombenüberlebenden. Von 2005 bis 2022 war Werner Rühm am GSF-Forschungszentrum bzw. dem Helmholtz Zentrum München tätig, wo er die Arbeitsgruppe Individuelle Dosimetrie (später Arbeitsgruppe Medizin- und Umweltdosimetrie) im Institut für Strahlenschutz leitete. Seit 2016 war er darüber hinaus kommissarischer Direktor des Instituts für Strahlenschutz als Nachfolger von Peter Jacob.
In Folge einer Neustrukturierung des Helmholtz Zentrums wechselte er zum 1. Januar 2023 in das Bundesamt für Strahlenschutz.
Im Jahr 2008 wurde Werner Rühm zum außerplanmäßigen Professor an der Medizinischen Fakultät der Ludwig-Maximilians-Universität München berufen. Für seine Arbeiten zur Verbesserung der Dosimetrie der Atombombenüberlebenden wurde er 1997 mit dem Japanese Government Research Award (etwa „Forschungspreis der japanischen Regierung“) ausgezeichnet.

## Gremienarbeit
Von 2005 bis 2021 war Werner Rühm Mitglied des Komitees 1 Radiation Effects („Strahlenwirkung“) der Internationalen Strahlenschutzkommission ICRP, dessen Vorsitz er ab 2017 innehatte. Seit Juli 2021 ist er Vorsitzender der Hauptkommission der ICRP. Rühm war außerdem seit 2003 bis Dezember 2022 Mitglied der deutschen Strahlenschutzkommission und deren Ausschusses Strahlenrisiko und von Januar 2020 bis Dezember 2022 Vorsitzender der Strahlenschutzkommission. 2018 wurde Werner Rühm zum stellvertretenden Vorsitzenden des Ausschusses SC 1-26 Approaches for Integrating Radiation Biology and Epidemiology for Enhancing Low Dose Risk Assessment (etwa „Ansätze zur Integration von Strahlenbiologie und Epidemiologie zur Verbesserung der Risikobewertung kleiner Strahlendosen“) der US-amerikanischen Strahlenschutzkommission NCRP berufen.
Im europäischen Strahlendosimetrieverband EURADOS ist Werner Rühm seit 2010 Mitglied des Beirats und inzwischen Präsident als Nachfolger von Helmut Schuhmacher.
Werner Rühm ist seit 2005 Mitherausgeber der Fachzeitschrift Radiation and Environmental Biophysics, heute neben Anna Friedl und Andrzej Wojcik.
Seit März 2020 ist Rühm Mitglied im Nationalen Begleitgremium, das die Endlagersuche in Deutschland begleitet. Seit Anfang 2023 ruht seine Mitgliedschaft.